# Lugmad
Lugmad (łac. Dioecesis Lugmadensis, ang. Diocese of Louth) – stolica historycznej diecezji w Irlandii, erygowanej w V wieku, a zlikwidowanej w roku 1052. Współcześnie miejscowość Louth w prowincji Leinster. Obecnie katolickie biskupstwo tytularne.

## Biskupi tytularni
| Lp. | Biskup           | Funkcja                                      | Od                   | Do                |
| --- | ---------------- | -------------------------------------------- | -------------------- | ----------------- |
| 1   | Michael O’Reilly | emerytowany biskup Saint George’s (Kanada)   | 22 grudnia 1969      | 28 listopada 1970 |
| 2   | Thomas Winning   | biskup pomocniczy Glasgow (Szkocja)          | 22 października 1971 | 23 kwietnia 1974  |
| 3   | John Gerry       | biskup pomocniczy Brisbane (Australia)       | 5 czerwca 1975       | 13 grudnia 2017   |
| 4   | Michael Router   | biskup pomocniczy Armagh (Irlandia Północna) | 7 maja 2019          |                   |